# 西名みずほ
西名 みずほ（にしな みずほ、1980年9月8日 - ）は、広島テレビ（HTV）のアナウンサー。広島県出身。血液型はO型。広島県立高陽東高等学校、広島大学卒業。

## 来歴・人物
雪深い県北の安芸高田市で育ち、小学校は山越えをして通っていた。高校は広島県立高陽東高校に進学し在学中の野球部は甲子園に出場している。
2002年（平成14年）に神奈川県立外語短期大学を卒業し広島大学に編入学、文学部人文学科 卒業、ゼミは吉中孝志教授。2004年に広島テレビへ入社。広島県地区の地上デジタル放送推進大使を地上アナログ放送停波まで務めた。広島市出身で広島東洋カープとサンフレッチェ広島ファンである。
2012年に結婚。夫は広島大学教育学部出身で西名と同じ時期に在学していた。
第一子の妊娠・出産のため、2014年12月中にレギュラー番組を卒業。2015年1月6日より産休に入った。
2017年4月6日から『テレビ派』にニュースキャスターとして木・金レギュラー出演。
2018年4月から産休・育休に入った。
2018年6月3日、第二子を出産、次男で西名は「ポコ次郎」という愛称をつけている（長男の愛称は「ポコ太郎」）。
2020年春に復帰予定とされていたが、その後2021年の復帰予定に変更された。
夫の赴任先のタイに家族で住んでいたが、2021年6月1日に広島テレビに復帰、アナウンサーとして出演している。

## 現在の担当番組
- NNNストレイトニュース（2021年 - ）
- テレビ派（2021年 - ）
- WATCH 真相に迫る（2021年 - ）ナレーション
- 三四郎のDearボス（2024年4月 - ）ナレーション
- お好み焼き紀行（2025年4月5日 - ）

## 過去の担当番組
- アンタッチャブルの東京生活プロデュース(2005年1月15日、単発番組)
- 女子アナ魂（2005年3月20日、単発番組、メインでの出演）
- みずほの恋スルてんむす（2005年10月 - 2006年10月11日） MC
- 東広島市広報番組『ハイ!東広島です』（ - 2006年3月）
- HFMTV（2005年12月30日深夜）広島FM放送と合同で放送した単発番組。広島テレビ側からは他に長野正実、広島FM放送側からは中川真由美とキムラミチタが出演。
- てっぺん!（2006年10月 - 2007年8月） MC
  - てっぺん! - MC卒業後、ナレーション
- 天気のツボ
  - 「テレビ宣言」メイン司会就任に伴い卒業。
- テレビ宣言（2007年9月 - 2008年3月） MC
  - 2007年8月までは金曜のみの出演だったが、馬場のぶえが出産・育児休暇に入ったことに伴いメイン司会に就き、番組終了まで務めた。
- 進め!スポーツ元気丸（2011年3月[16] - 2014年12月[9]） MC
- カープ選手会ゴルフ（2012年 - 2015年、毎年正月単発番組）
- ニュースの女王決定戦（日本テレビ全国ネット単発番組）
- 番組ラインナップ（番組宣伝番組）
- エンタ娘（イベント宣伝番組）
- 旬感テレビ派ッ! → テレビ派
  - 毎週月曜日の「広島トレンディ」（池谷公二郎が持つコーナー）のナレーション（「テレビ派ランチ」の木・金曜日同様、有田アナウンサーに引き継がれた）。
- ズームイン!!SUPER（広島ローカルコーナー）
- テレビ派ランチ
  - 月曜 - 水曜担当MC（2013年9月 - 2014年3月[17]）
  - 木曜 - 金曜担当MC（2014年4月 - 2014年12月[18]）
- 発信!広島MAX（ - 2017年3月23日、毎週木曜日21時55分～21時59分）ナレーション
- テレビ派（2017年4月 - 2018年3月、毎週木曜・金曜） - ニュース担当
  - テレビ派 沿線遺産（ - 2018年4月、月曜-金曜）ナレーション
- 三次市広報番組『みよし観光研究所』（2017年4月 - 2018年3月27日、毎週火曜） - 助手
- よくばりアリス（2017年4月 - 、毎月2回金曜） - コーナー「よくばりエージェンシー ～世界に教えたいMADE IN HIROSHIMA～」 不定期
- カープ優勝旅行INハワイ～海にグルメに常夏の楽園を大満喫SP～（2017年12月15日）ナレーション
- news every.広島（2017年12月25日 - 28日）MC
- 魅せます!TGC広島2017夢のランウェイ（2017年12月29日）ナレーション
- テレビ派 沿線遺産 新春スペシャル（2018年1月3日）ナレーション
- 広島県議会中継 実況
- MEGA EGG presents メガ流忍者龍蔵（2017年10月6日 - 2018年4月13日）ナレーション
- WATCH～真相に迫る
  - WATCH～真相に迫る～ 真夏の停滞前線「まさか」の大雨がまた…（2021年8月28日）ナレーション
  - WATCH～真相に迫る～ 家族で歩く！～車いすネイリスト6年半のキセキ（2022年9月24日）ナレーション
- WATCH～真相に迫る～ 幸せをあきらめない～由佳さんと家族 6年9か月のキセキ～（2022年12月31日）ナレーション
  - WATCH～真相に迫る～ このマチ、潰しません。安芸高田市の「20年後」（2023年9月30日）ナレーション
- ひろおく便り（第301回2022年4月4日 - 第450回2025年3月24日）リポーター
- NNNドキュメント'24 あきらめまーや！～中野由佳･･･命のキセキ～（2023年3月26日、日本テレビ）ナレーション
- テレビ派特報 台風10号最新情報（2024年8月30日）MC
- zero選挙広島（2024年10月27日）リポーター

## CM
- 地上デジタル放送告知スポット（広島地区地上デジタル放送推進大使）

## イベント
- 広島大学入学式 司会

## 連載
コラム
- デイリースポーツ広島版「西名みずほの気ママおしゃべり」（ - 2018年3月、隔週月曜）